# Волковицы (Ленинградская область)
Во́лковицы (фин. Volkovitsa) — деревня в Кипенском сельском поселении Ломоносовского района Ленинградской области.

## История
Впервые упоминается в Писцовой книге Водской пятины 1500 года как сельцо Волковичи чёрные в Кипенском погосте Копорского уезда.
Затем как пустоши Volkouitzi tzornie Öde и Volkouitzi Bielie Öde в Кипенском погосте в шведских «Писцовых книгах Ижорской земли» 1618—1623 годов.
На карте Ингерманландии А. И. Бергенгейма, составленной по материалам 1676 года, обозначена деревня Wolkowits.
На шведской «Генеральной карте провинции Ингерманландии» 1704 года — смежные Wolgovits bolsoi и Wolgovits mensa.
Деревня Волговицы упомянута на «Географическом чертеже Ижорской земли» Адриана Шонбека 1705 года.
Затем Волковицы упоминаются на карте Санкт-Петербургской губернии Я. Ф. Шмидта 1770 года.
На карте Санкт-Петербургской губернии Ф. Ф. Шуберта 1834 года обозначены две смежные: Волковицы Саблукова и Малые Воковицы.

ВОЛКОВИЦЫ — деревня принадлежит государыне императрице Александре Фёдоровне, число жителей по ревизии: 11 м. п., 14 ж. п.

МАЛЫЕ ВОЛКОВИЦЫ — мыза и деревня принадлежат инженер-капитану Половцову, число жителей по ревизии: 33 м. п., 34 ж. п. (1838 год)

На этнографической карте Санкт-Петербургской губернии П. И. Кёппена 1849 года она обозначена как деревня «Wolkowitz», расположенная в ареале расселения савакотов. В пояснительном тексте к этнографической карте она записана как деревня Wolkowitz (Волковицы, Сельцо Надеждино) и указано количество её населения на 1848 год: савакотов — 32 м. п., 42 ж. п., всего 74 человека.

ВОЛКОВИЦЫ — деревня генерала Бринскорн, по просёлочной дороге, число дворов — 27, число душ — 101 м. п. (1856 год)

ВОЛКОВИЦЫ (НАДЕЖДИНО) — деревня владельческая при колодце, число дворов — 1, число жителей: 12 м. п., 8 ж. п. 

ВОЛКОВИЦЫ МАЛЫЕ (АНДРЕЕВСКАЯ, ВАЛЕРЬЯНОВКА) — деревня удельная при колодце, число дворов — 26, число жителей: 92 м. п., 90 ж. п. (1862 год)

В 1863 году временнообязанные крестьяне деревни Малые Волковицы выкупили свои земельные наделы у Д. П. Полибиной, И. Д. Ахшарумова и М. П. Козлянинова и стали собственниками земли.

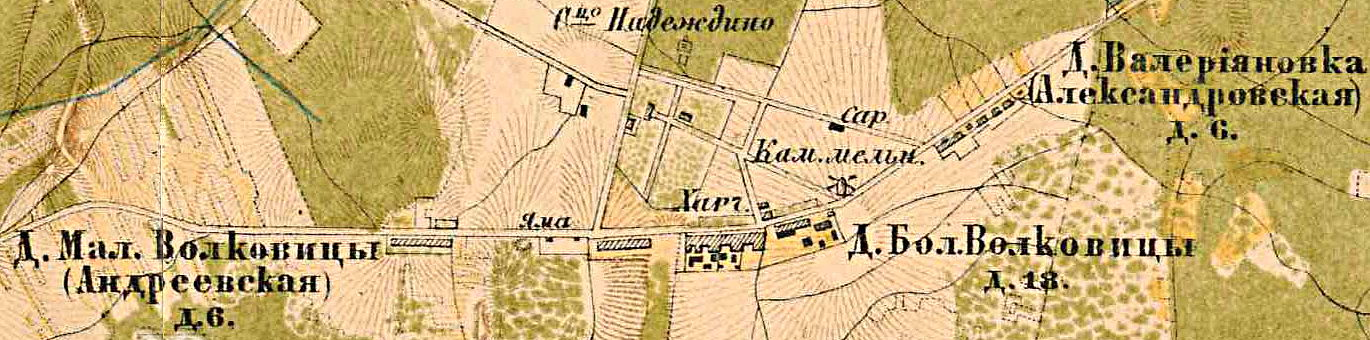
План деревни Волковицы. 1885 год

Согласно карте Санкт-Петербургской губернии 1885 года деревня состояла из нескольких частей: Большие Волковицы, насчитывающие 18 дворов, Малые Волковицы (Андреевская) из 6 дворов, Валерияновка (Александровская) из 6 дворов и Сельцо Надеждино. В деревне была каменная мельница и харчевня.
Согласно материалам по статистике народного хозяйства Петергофского уезда 1887 года мыза Волковицы площадью 706 десятин принадлежала вдове статского советника А. И. Козляниновой, она была приобретена в 1879 году за 12 500 рублей. Имение, дом и ветряная мельница сдавались в аренду.
В конце XIX века деревня административно относилась к 1-му стану Петергофского уезда Санкт-Петербургской губернии, в начале XX века — к Витинской волости 2-го стана.
По данным «Памятной книжки Санкт-Петербургской губернии» за 1905 год мыза Волковицы площадью 599 десятин принадлежала барону, генерал-лейтенанту Александру Николаевичу Корфу.
В 1913 году деревня Волковицы насчитывала 30 крестьянских дворов.
С 1917 по 1922 год деревня Волковицы входила в состав Волковицкого сельсовета Витинской волости Петергофского уезда.
С 1922 года в составе Переяровского сельсовета Кипенно-Ропшинской волости.
С 1923 года в составе Ропшинской волости Троцкого уезда.
С 1924 года в составе Кипенского сельсовета.
Согласно данным переписи населения СССР 1926 года в деревне Волковицы проживали 188 человек — большинство русские и финны, а также эстонцы и поляки.
С 1927 года в составе Урицкого района.
В 1928 году население деревни Волковицы составляло 286 человек.
С 1930 года в составе Красногвардейского района.

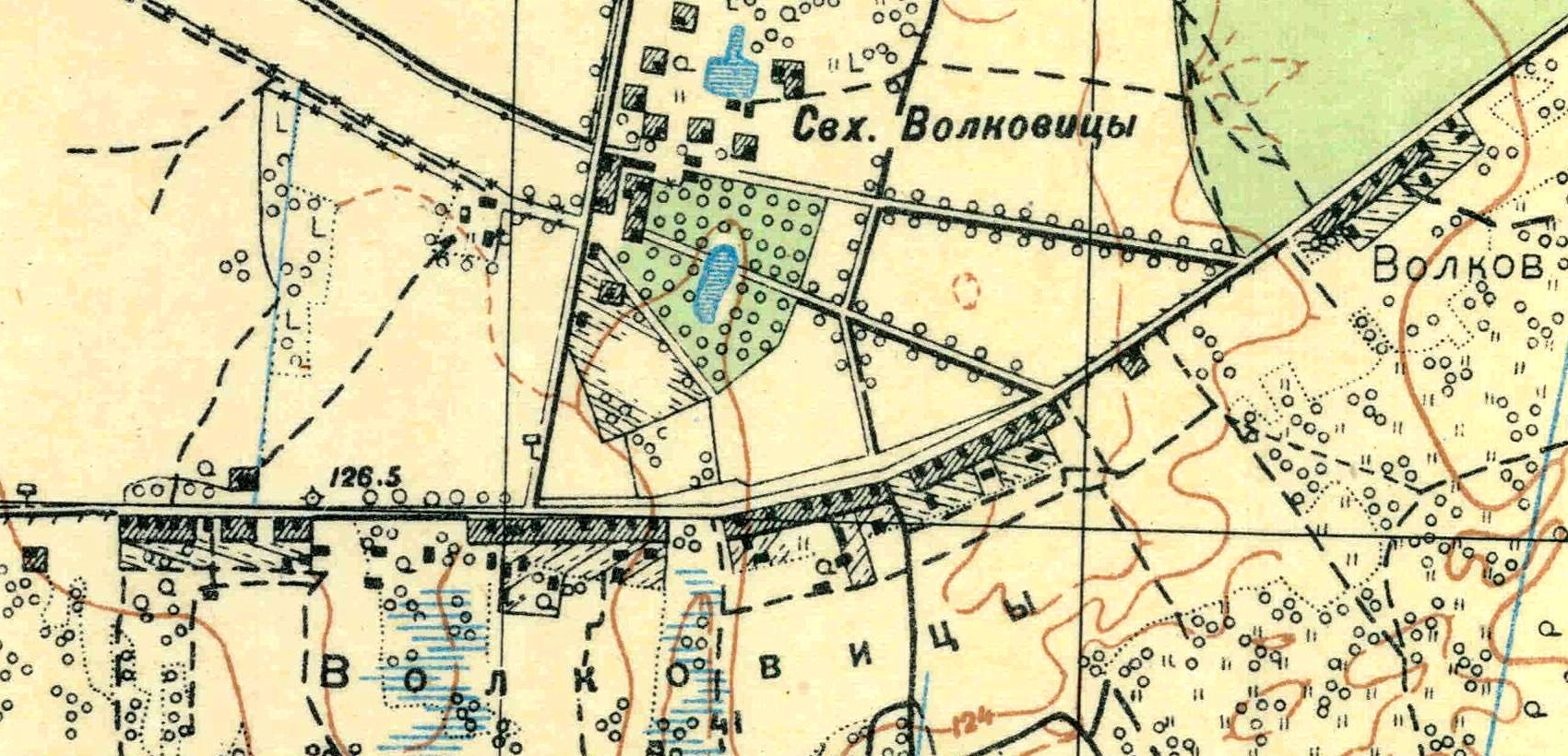
План деревни Волковицы. 1931 год

Согласно топографической карте 1931 года деревня насчитывала 41 двор, в деревне был организован одноимённый совхоз.
По данным 1933 года деревня называлась Волховицы, она и смежная деревня Валерьяновка входили в состав Кипенского сельсовета Ленинградского Пригородного района.
Деревня была освобождена от немецко-фашистских оккупантов 22 января 1944 года.
С 1955 года в составе Ломоносовского района.
С 1963 года в составе Гатчинского района.
С 1965 года вновь в составе Ломоносовского района. В 1965 году население деревни Волковицы составляло 78 человек.
По данным 1966, 1973 и 1990 годов деревня называлась Волковицы и входила в состав Кипенского сельсовета Ломоносовского района.
В 1997 году в деревне проживали 37 человек, в 2002 году — 57 человек (русские — 91 %), в 2007 году — 88.

## География
Деревня расположена в южной части района на автодороге 41К-023 (Старые Низковицы — Кипень), к югу от деревни Келози.
Расстояние до административного центра поселения — 3,5 км.
Расстояние до ближайшей железнодорожной станции Красное Село — 21 км.

## Демография
| 1862 | 2002 | 2007 | 2010 | 2017 |
| ---- | ---- | ---- | ---- | ---- |
| 202  | ↘57  | ↗88  | ↗114 | →114 |

## Достопримечательности
- Развалины усадьбы XVIII века (владельцы инженер Бауэр, барон Корф)[34], в которой после революции располагался дом отдыха, немецкий госпиталь (в годы войны) и общежитие, сгоревшее в 1980-х
- развалины ветряной мельницы[35]

## Транспорт
- 484 Санкт-Петербург,  «Кировский завод» — деревня Волковицы, садоводство «Деревня Андреевка» (перевозчик — ООО «Домтрансавто», оплата наличными не принимается);
- К-655 Санкт-Петербург,  «Автово» (улица Червонного Казачества) — Волосово, вокзал (перевозчик — ИП Будзинский Ю. В.).

## Инфраструктура
Близ деревни ведется активное строительство, здесь расположены коттеджные посёлки: «Одуванчик», «Старая Мельница» и «Усадьба Волковицы».

## Известные уроженцы
- Вера Александровна Бальц (1866—1943) — одна из первых в России женщин почвоведов-географов и геологов

## Улицы
1-й Центральный проезд, Берёзовая аллея, Знатный проезд, Кузнечная, Луговая, Новая, Полевая, Фабричная, Центральная.